# Бакшинскис, Антанас Домович
Антанас Домович Бакшинскис (род. 1941) — литовский советский рабочий, депутат Верховного Совета СССР.

## Биография
Родился в 1941 году. Литовец. Образование среднее. Член КПСС с 1966 года.
Трудовую деятельность начал в 1957 году. Был рабочим, затем слесарем, монтажником на ряде предприятий Литовской ССР. С 1962 года- слесарь-инструментальщик завода счётных машин. В 1966—1968 годах служил в Советской Армии. С 1968 года — слесарь-инструментальщик Тельшяйского завода счётных машин, Литовская ССР.
Депутат Совета Национальностей Верховного Совета СССР 9 созыва (1974—1979) от Тельшяйского избирательного округа № 248 Литовской ССР, член Комиссии по промышленности Совета Национальностей.